# Алтус (Оклахома)
Алтус (англ. Altus) — місто (англ. city) в США, в окрузі Джексон штату Оклахома. Населення — 18 729 осіб (2020).

## Географія
Алтус розташований за координатами 34°39′25″ пн. ш. 99°18′33″ зх. д. / 34.65694° пн. ш. 99.30917° зх. д. (34.657061, -99.309046).  За даними Бюро перепису населення США в 2010 році місто мало площу 48,11 км², з яких 47,59 км² — суходіл та 0,52 км² — водойми.

### Клімат
| Клімат : Алтус                               | Клімат : Алтус | Клімат : Алтус | Клімат : Алтус | Клімат : Алтус | Клімат : Алтус | Клімат : Алтус | Клімат : Алтус | Клімат : Алтус | Клімат : Алтус | Клімат : Алтус | Клімат : Алтус | Клімат : Алтус | Клімат : Алтус |
| Показник                                     | Січ.           | Лют.           | Бер.           | Квіт.          | Трав.          | Черв.          | Лип.           | Серп.          | Вер.           | Жовт.          | Лист.          | Груд.          | Рік            |
| Абсолютний максимум, °C                      | 31,1           | 36,7           | 39,4           | 40,6           | 44,4           | 46,7           | 48,9           | 48,9           | 42,8           | 40,0           | 33,3           | 31,1           | 48,9           |
| Середній максимум, °C                        | 11,7           | 14,6           | 19,7           | 24,8           | 29,1           | 33,8           | 36,4           | 35,9           | 31,3           | 25,4           | 18,3           | 12,4           | 24,4           |
| Середній мінімум, °C                         | −2,9           | −0,7           | 3,4            | 8,8            | 14,3           | 19,3           | 21,5           | 20,8           | 16,7           | 10,2           | 3,4            | −1,4           | 9,4            |
| Абсолютний мінімум, °C                       | −23,9          | −21,7          | −14,4          | −5,6           | 1,1            | 6,7            | 12,8           | 9,4            | −2,2           | −8,3           | −11,1          | −23,3          | −23,9          |
| Норма опадів, мм                             | 24             | 26             | 39             | 60             | 101            | 90             | 52             | 62             | 69             | 72             | 30             | 29             | 654            |
| Днів з опадами                               | 4              | 4              | 5              | 6              | 8              | 7              | 5              | 6              | 6              | 6              | 4              | 4              | 64             |
| -------------------------------------------- | -------------- | -------------- | -------------- | -------------- | -------------- | -------------- | -------------- | -------------- | -------------- | -------------- | -------------- | -------------- | -------------- |
| Джерело: The Western Regional Climate Center |                |                |                |                |                |                |                |                |                |                |                |                |                |

## Демографія
Згідно з переписом 2010 року, у місті мешкало 19 813 осіб у 7627 домогосподарствах у складі 5082 родин. Густота населення становила 412 особи/км².  Було 8890 помешкань (185/км²).
Расовий склад населення:
| - 68,6 % — білих - 9,6 % — чорних або афроамериканців - 1,7 % — корінних американців - 1,4 % — азіатів - 0,3 % — вихідців з тихоокеанських островів - 13,6 % — осіб інших рас |

До двох чи більше рас належало 4,9 %. Частка іспаномовних становила 23,7 % від усіх жителів.
За віковим діапазоном населення розподілялося таким чином: 26,4 % — особи молодші 18 років, 61,4 % — особи у віці 18—64 років, 12,2 % — особи у віці 65 років та старші. Медіана віку мешканця становила 32,9 року. На 100 осіб жіночої статі у місті припадало 98,5 чоловіків;  на 100 жінок у віці від 18 років та старших — 95,7 чоловіків також старших 18 років.
Середній дохід на одне домашнє господарство  становив 49 635 доларів США (медіана — 38 083), а середній дохід на одну сім'ю — 55 693 долари (медіана — 46 371). Медіана доходів становила 36 483 долари для чоловіків та 25 712 долари для жінок. За межею бідності перебувало 17,7 % осіб, у тому числі 21,6 % дітей у віці до 18 років та 10,7 % осіб у віці 65 років та старших.
Цивільне працевлаштоване населення становило 7502 особи. Основні галузі зайнятості: освіта, охорона здоров'я та соціальна допомога — 23,8 %, публічна адміністрація — 15,9 %, роздрібна торгівля — 12,1 %, мистецтво, розваги та відпочинок — 11,5 %.